# Дюот
Дюо́т (фр. Duault, брет. Duaod) — коммуна во Франции, находится в регионе Бретань. Департамент — Кот-д’Армор. Входит в состав кантона Каллак. Округ коммуны — Генган.
Код INSEE коммуны — 22052.

## География
Коммуна расположена приблизительно в 430 км к западу от Парижа, в 135 км западнее Ренна, в 55 км к западу от Сен-Бриё.

## Население
Население коммуны на 2016 год составляло 359 человек.
| 1962 | 1968 | 1975 | 1982 | 1990 | 1999 | 2008 | 2016 |
| ---- | ---- | ---- | ---- | ---- | ---- | ---- | ---- |
| 489  | 638  | 529  | 442  | 404  | 356  | 339  | 359  |

## Экономика
В 2007 году среди 205 человек в трудоспособном возрасте (15—64 лет) 136 были экономически активными, 69 — неактивными (показатель активности — 66,3 %, в 1999 году было 72,0 %). Из 136 активных работали 122 человека (65 мужчин и 57 женщин), безработных было 14 (9 мужчин и 5 женщин). Среди 69 неактивных 10 человек были учениками или студентами, 37 — пенсионерами, 22 были неактивными по другим причинам.

## Достопримечательности
- Монастырь Ландюжан (XVI век). Исторический памятник с 1926 года[3]
- Часовня Св. Иоанна Крестителя
- Замок Розвийу (XVII век). Исторический памятник с 1927 года[4]

## Фотогалерея

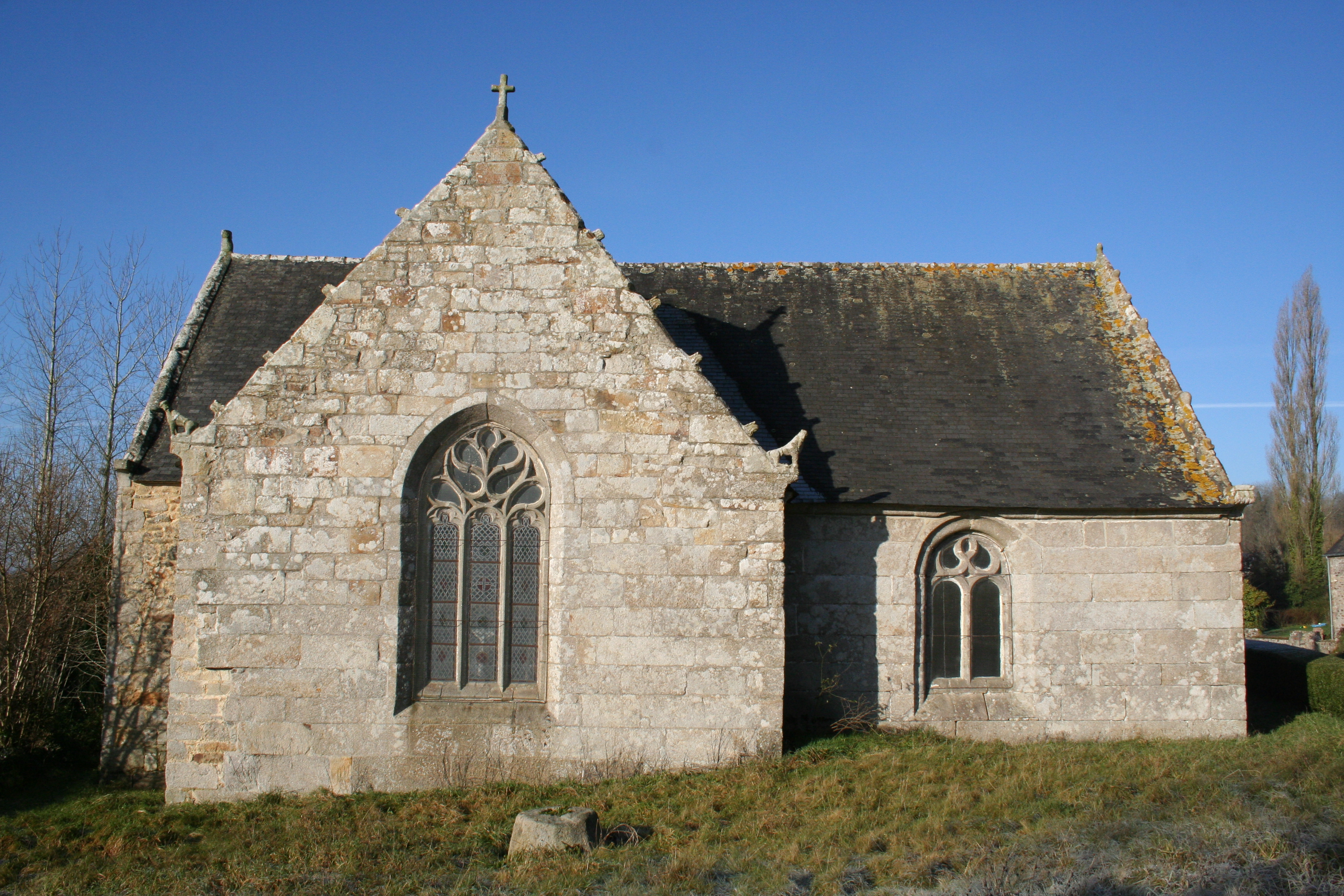
Монастырь Ландюжан
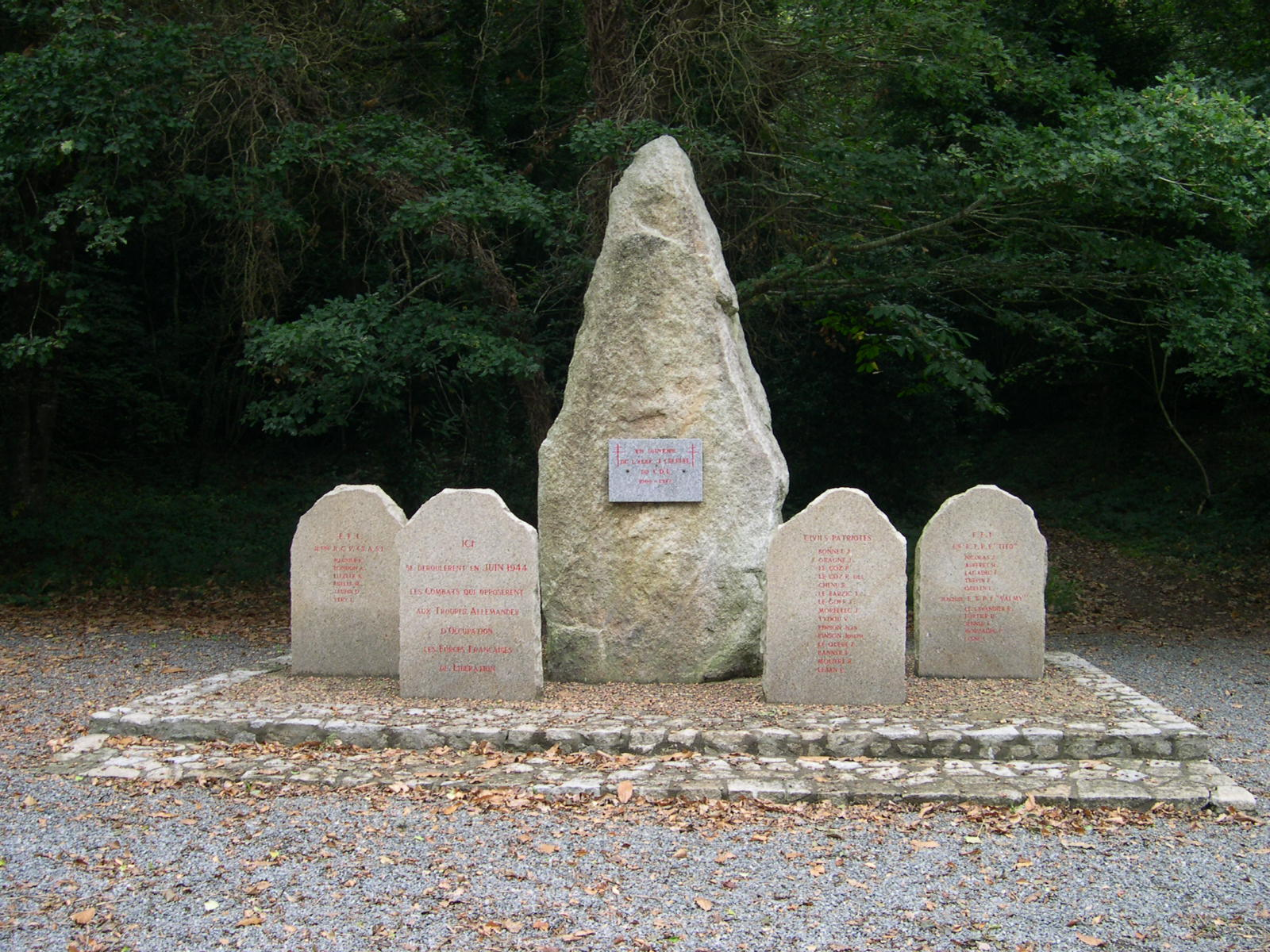
Памятник, воздвигнутый в память о погибших в бою 1944 года
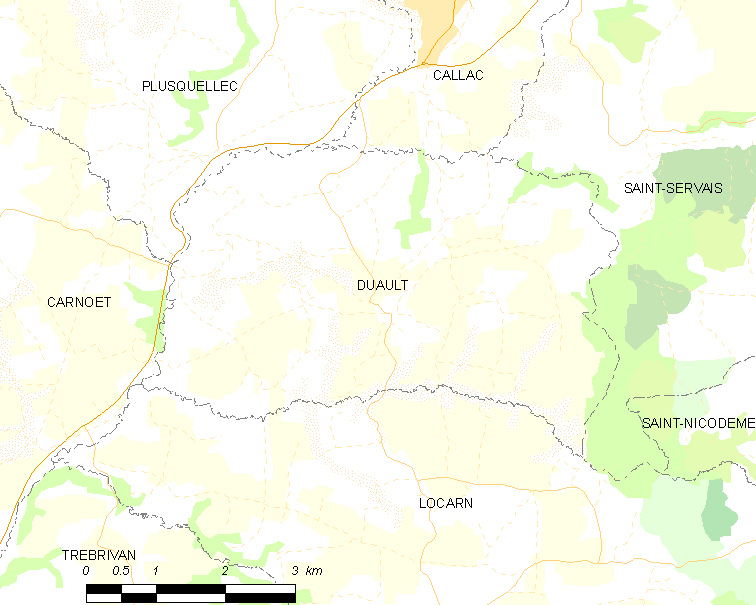
Карта коммуны